# Ferrovia Udine-Cervignano
La ferrovia Udine-Cervignano è una linea ferroviaria che corre interamente nella regione del Friuli-Venezia Giulia, nella provincia di Udine. La ferrovia parte da Udine seguendo un percorso interamente pianeggiante, fino ad arrivare a Palmanova, per proseguire fino a Cervignano.
Sulla linea, che è interamente elettrificata, transitano solo treni regionali, con treni ogni mezz'ora nelle ore di punta e con frequenza oraria nell'arco della giornata. Nei giorni festivi è servita da pochi treni esclusivamente nelle ore di punta e da un servizio transfrontaliero tra Trieste Centrale e Villach Hbf, operato da FUC.
Gode di un certo numero di treni merci per lo scalo di Cervignano e in parte anche di Palmanova; questi provengono da Udine o dalla cintura di Udine, diretti a varie destinazioni, tra cui Trieste, come alternativa al tracciato via Gorizia.
Le corse che circolano nel tratto da Udine a Cervignano hanno come capolinea Trieste, Udine, Carnia oppure Tarvisio.
Vi sono nodi di interscambio soltanto a Udine con la linea per Venezia, la linea per Trieste, la linea per Tarvisio e la linea per Cividale, a Cervignano con la linea per Venezia e la linea per Trieste e a Palmanova con la linea per San Giorgio di Nogaro, che però è dismessa e sostituita da autocorse.

## Storia
Il tratto ferroviario Udine-Palmanova è stato aperto il 26 agosto 1888, facente parte della linea "storica" Udine-San Giorgio di Nogaro-Portogruaro,  mentre il tratto ferroviario Palmanova-Cervignano è stato aperto il 1º gennaio 1917.
La ferrovia ha ricevuto il completamento dell'elettrificazione solo negli anni '80 con annessa la creazione di uno scalo merci e di una deviazione da Strassoldo a Cervignano.
Nel 2011 furono cambiati i cartelli in tutte le stazioni tranne quelle di Strassoldo e Lumignacco.
Con il cambio orario del 15 dicembre 2013 l'unica stazione intermedia rimasta aperta al servizio viaggiatori è quella di Palmanova.
Nel 2020 è stato effettuato una manutenzione straordinaria sostituendo le traversine e i binari da Santo Stefano Udinese fino a Cervignano.
Il 4 aprile 2024 è stato aperto il secondo binario in direzione Cervignano lungo 600 metri.

## Caratteristiche

### Percorso
|  | Continuation backward |

|  | Unknown route-map component "CONTgq" | Unknown route-map component "ABZg+lr" | Unknown route-map component "CONTfq" |

|  | Station on track |

| Unknown route-map component "CONTgq" | Unknown route-map component "ABZgr" |

| Unknown route-map component "exCONTgq" | Unknown route-map component "eABZgr" |

|  |  | Unknown route-map component "ABZg+l" | Unknown route-map component "CONTfq" |

|  | Small non-passenger station on track |

|  | Non-passenger station/depot on track |

|  | Small non-passenger station on track |

|  | Small non-passenger station on track |

|  |  | Unknown route-map component "eABZg+l" | Unknown route-map component "exCONTfq" |

|  | Station on track |

| 17+943 |
| 0+000  |

| Unknown route-map component "exCONTgq" | Unknown route-map component "eABZgr+r" |

|  | Unknown route-map component "SKRZ-Au" |

|  | Small non-passenger station on track |

| Unknown route-map component "STRc2" | Unknown route-map component "xv-SHI2gr" + Unknown route-map component "v-STR3" | Unknown route-map component "d" |

| Unknown route-map component "vSTR+1-" | Unknown route-map component "vDST-exSTR" + Unknown route-map component "STRc4" | Unknown route-map component "d" |

| Unknown route-map component "KRWg+l" | Unknown route-map component "cd" + Unknown route-map component "KRWgr" | Unknown route-map component "exdHST" | Unknown route-map component "cd" |

| Non-passenger station/depot on track | Unknown route-map component "c" | Unknown route-map component "xvSTR" | Unknown route-map component "cd" |

| Unknown route-map component "dCONTgq" | Unknown route-map component "ABZqlr" + Unknown route-map component "STRl-" | Unknown route-map component "dSTRq" + One way rightward + Unknown route-map component "STRr-" | Unknown route-map component "xABZg+r" + Unknown route-map component "BS2+r" |  |

|  | Station on track |

| Unknown route-map component "exCONTgq" | Unknown route-map component "eABZgr" |

|  | Continuation forward |